# Viktor Zhdanovich
Viktor Zhdanovich (en russe : Виктор Францевич Жданович), est un escrimeur soviétique né le 27 janvier 1938 à Leningrad.
Il a remporté trois titres olympiques en fleuret : deux par équipes (en 1960 et 1964) et un en individuel (1960). Il a également été champion du monde par équipes en 1959, 1961, 1962 et 1963.

## Palmarès
- Jeux olympiques d'été
  -  Médaille d'or en individuel aux Jeux olympiques de 1960 à Rome
  -  Médaille d'or par équipes aux Jeux olympiques de 1960 à Rome
  -  Médaille d'or par équipes aux Jeux olympiques de 1964 à Tokyo
- Championnats du monde
  -  champion du monde par équipe aux championnats du monde d'escrime 1959
  -  champion du monde par équipe aux championnats du monde d'escrime 1961
  -  champion du monde par équipe aux championnats du monde d'escrime 1962
  -  champion du monde par équipe aux championnats du monde d'escrime 1963